# ニッケルチタンファイル

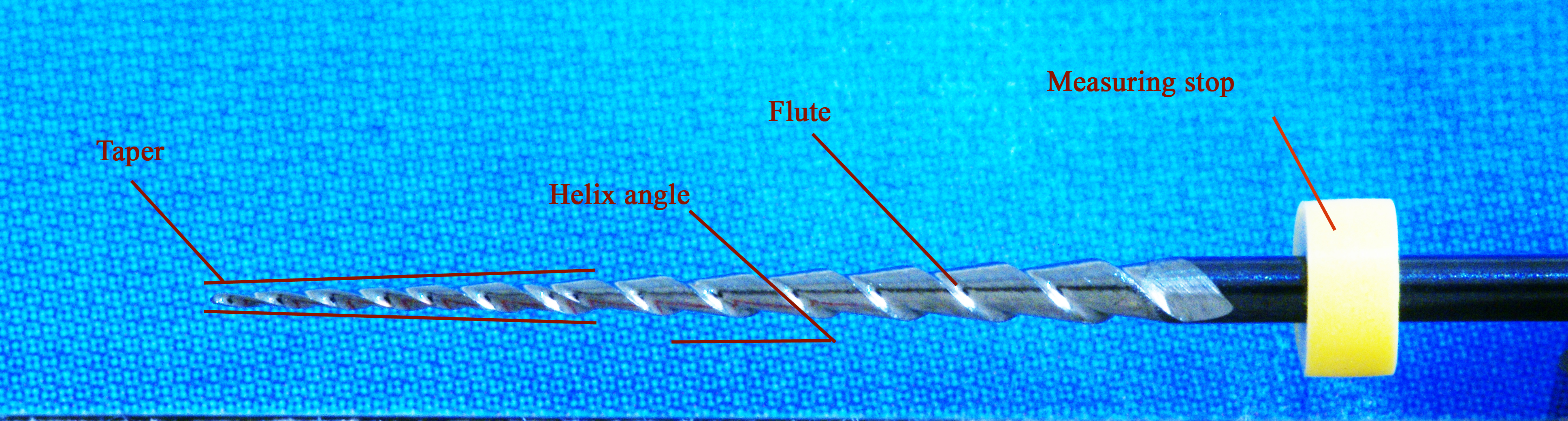

ニッケルチタンファイル（NiTiファイル）とは歯科治療の根管形成、拡大（一般にいう神経、根の治療）に用いる治療器具（ファイル）である。
従来のステンレス製のファイルと比べ高い弾力性を有するため、その特性を利用して根管治療の迅速化が図れると期待されている。但し、海外論文では根尖破折が81%に及ぶと言う報告が有る。
弾力に富むため湾曲根管の治療に適し、また根管の追従性に優れるためエンジンにつなぐ事で電動式の根管治療を可能にした。このエンジンとNiTiファイルを使う根管治療はアメリカでは広く普及し、8割の歯科医師がすでに治療に導入しているとされる。現在日本では２割程度の普及率とされるが今後の普及が見込まれている。

## 手動式
従来の手技で用いる。従来のステンレス製ファイルでは完全な根管治療が難しかった湾曲根管の治療を容易にした。また前歯部などの根管はもともと若干カーブをしており、ステンレス製のファイルで拡大を行った場合一度ステップを形成してしまうと根尖部までの治療が難しかったが、NiTiファイルは追従性に優れるためステップを形成するリスクは低い。

## 電動式
NiTiファイルをエンジンに接続し、電動式に根管治療を行う。手動より治療の迅速化を図れる。
根管治療の方法はクラウンダウン法を用いるものが多い。

### NiTiファイル専用エンジンの種類
- プチエンド - デンツプライ三金製。デンツプライメルファー製のNiTiファイルであるプロテーパー、システムＧＴ、プロファイルに対応
- デンタポート - モリタ製。モリタ製のNiTiファイルであるエンドウェーブに対応。根管長測定器であるルートZXモジュールにより根管長の測定も同時に可能。
- エンドマスター - ジッペラー製。NiTiファイル、フレックスマスターに対応
- シロニティ　-　シロナ製。レトロローテイションという仕組みにより破折しやすいNiTiファイルの破折防止機能がある。

## 問題点
ステンレスファイルよりも金属疲労が把握しづらく、正常状態から突然破折する。対策として回数を決め早めに交換をしなければならない。しかし現状の日本の低い保険報酬下では赤字になってしまうという問題がある